# Жуковка (Алтайский край)
Жуковка - село в Павловском районе Алтайского края. Входит в состав муниципального образования Павлозаводской сельсовет.

## История
Село основано в 1920  году.

## Население
| 1926 | 1997 | 1998 | 1999 | 2000 | 2001 |
| ---- | ---- | ---- | ---- | ---- | ---- |
| 506  | ↘333 | →333 | ↗339 | ↘338 | ↘319 |
| 2002 | 2003 | 2004 | 2005 | 2006 | 2007 |
| ↘308 | ↘298 | ↗300 | ↘291 | ↗295 | ↗307 |
| 2008 | 2009 | 2010 | 2011 | 2012 | 2013 |
| →307 | ↘305 | ↘273 | →273 | ↗277 | ↗278 |

## Экономика
Население занято в сельском хозяйстве. Действуют несколько крестьянских хозяйств.  Есть предприятия малого бизнеса.

## Социальная сфера
На территории села действует одно учреждение образования: сельский дом культуры. 